# Rangkaya
Rangkaya is een bestuurslaag in het regentschap Aceh Utara van de provincie Atjeh, Indonesië. Rangkaya telt 440 inwoners (volkstelling 2010).